# Zgrada prve Generalne banke
Zgrada prve Generalne banke je građevina u Nišu, na Trgu Kralja Milana br. 7 i kao deo celine predstavlja spomenik kulture.

## Istorijat
Zgrda je izgrađena 1908. godine za potrebe jedne od niških banaka. U njoj je, do početka Drugog svetskog rata, bila smeštena Prva generalna banka osnovana 1921. godine. Generalna banka jedna je od manjeg broja niških banaka, koja se bavila samo bankarskim poslovima, a ne i privrednim. Oko 1928. godine bila je veoma popularna kod štediša, kada je posedovala veliki štedni ulog, a time znatno uvećala svoj kapital. Na njenom čelu bio je poznati niški bankar Dušan Kocić. Posle rata u ovoj zgradi bila je agencija beogradskog Putnika, a od 1975. godine "Pivnica" Putnika.

## Arhitektura zgrade
Zgrada je većih dimenzija sa izbačenim epkepnim delom u gornjoj polovini objekta. Po fasadi je reljefna dekoracija, rađenja u duhu eklektike sa početka 20. veka. Krov je mansardni, vrlo izražen.